# Vocal media posterior redondeada
La vocal media posterior redondeada es un tipo de sonido vocálico utilizado en algunas lenguas habladas. Si bien no hay un símbolo dedicado en el Alfabeto Fonético Internacional que represente precisamente esta vocal que se encuentra entre la [o] semicerrada y [ɔ] semiabierta, se pueden utilizar los símbolos ‹o› u ‹ɔ› (ya que no se conoce ningún idioma en el que se utilicen las tres a la vez). Si se requiere precisión se pueden utilizar signos diacríticos (estos son [o̞] ,[ɔ̝] o ⱺ, siendo el primero más común).
Se debe hacer notar que porque una lengua tenga solo una vocal que no sea ni cerrada ni abierta no significa que sea una vocal cardinal media. En el idioma Tukang Besi, por ejemplo se encuentra una semicerrada [o], mientras que en el idioma Taba aparece una semiabierta [ɔ]; en ninguno de los dos se oponen a otra vocal semiabierta o semicerrada.

## Características
- Su abertura es media, lo que significa que la lengua se sitúa a medio camino entre una vocal semicerrada y una vocal semiabierta.
- Su localización es posterior, lo que significa que la lengua se sitúa lo más atrás posible en la boca sin crear una constricción que se pueda calificar como consonante.
- Es una vocal redondeada, lo que significa que los labios están abocinados y sus superficies interiores expuestas.

### Se presenta en
| Idioma      | Idioma      | Palabra         | IPA         | Significado      | Notas                                                                                       |
| ----------- | ----------- | --------------- | ----------- | ---------------- | ------------------------------------------------------------------------------------------- |
| árabe       | hiyazí      | يوم             | [jo̞ːm]      | 'día'            |                                                                                             |
| coreano     | coreano     | 보리 b'o'ri     | [po̞ˈɾi]     | 'cebada'         | See Fonología del coreano                                                                   |
| danés       | danés       | m'o'n'o'l'o'g   | [mo̞no̞ˈlo̞ːˀ] | 'monólogo'       | Véase Fonología del danés                                                                   |
| español     | español     | t'o'd'o'        | [ˈt̪o̞ð̞o̞]     |                  | Véase Fonología del español                                                                 |
| finés       | finés       | kell'o'         | [ˈke̞llo̞]    | 'reloj'          | Véase Fonología del finés                                                                   |
| griego      | griego      | ωκεανός/okeanós | [o̞ˌce̞aˈno̞s] | 'océano'         | Véase Fonología del griego moderno                                                          |
| hebreo      | hebreo      | שלום            | [ʃäˈlo̞m]    | 'paz'            | Las vocales hebreas no se muestran en el texto. Véase Niqqud y Fonología del hebreo moderno |
| inglés      | Yorkshire   | c'oa't          | [ko̟t]       | 'abrigo'         | Corresponde a /əʊ/ en otros dialectos Británicos. Véase Fonología del inglés                |
| japonés     | japonés     | 子 k'o'         | [ko̞]        | 'Niño(a)'        | Véase Fonología del japonés                                                                 |
| rumano      | rumano      | c'o'pil         | [ko̞ˈpil]    | 'Niño(a)         | Véase Fonología del rumano                                                                  |
| ruso        | ruso        | сухой           | [sʊˈxo̞j]    | 'seco'           | Véase Fonología del ruso                                                                    |
| serbocroata | serbocroata | čv'ȏ'r / чв'о̑'р | [tʃʋô̞ːr]    | 'nudo'           | Véase Fonología del serbocroata                                                             |
| turco       | turco       | k'o'l           | [kʰo̞ɫ]      | 'brazo'          | Véase Fonología del turco                                                                   |
| ucraniano   | ucraniano   | поїзд           | [ˈpo̞jizd]   | 'tren'           | Véase Fonología del ucraniano                                                               |
| Zapoteco    | Tilquiapan  | do              | [d̪o̞]        | 'Espiga de maíz' |                                                                                             |